# Rivelatore di singoli fotoni
Un rivelatore di singoli fotoni è un fotorivelatore dotato di una sensibilità tale da essere in grado di rivelare un singolo fotone. 

## Tipi di rivelatori di singoli fotoni
Esistono diverse tipologie di rivelatori di singoli fotoni, le quali possono essere suddivise in base al fenomeno fisico che sta alla base del loro funzionamento.
- basati su tubi a vuoto: 
  - Tubo fotomoltiplicatore

- basati su semiconduttori: 
  - Diodo fotorivelatore a singolo fotone

- basati sulla superconduttività: 
  - Transition-edge sensor
  - Superconducting nanowire single-photon detector